# اختبار الجسم المضاد الغيروي

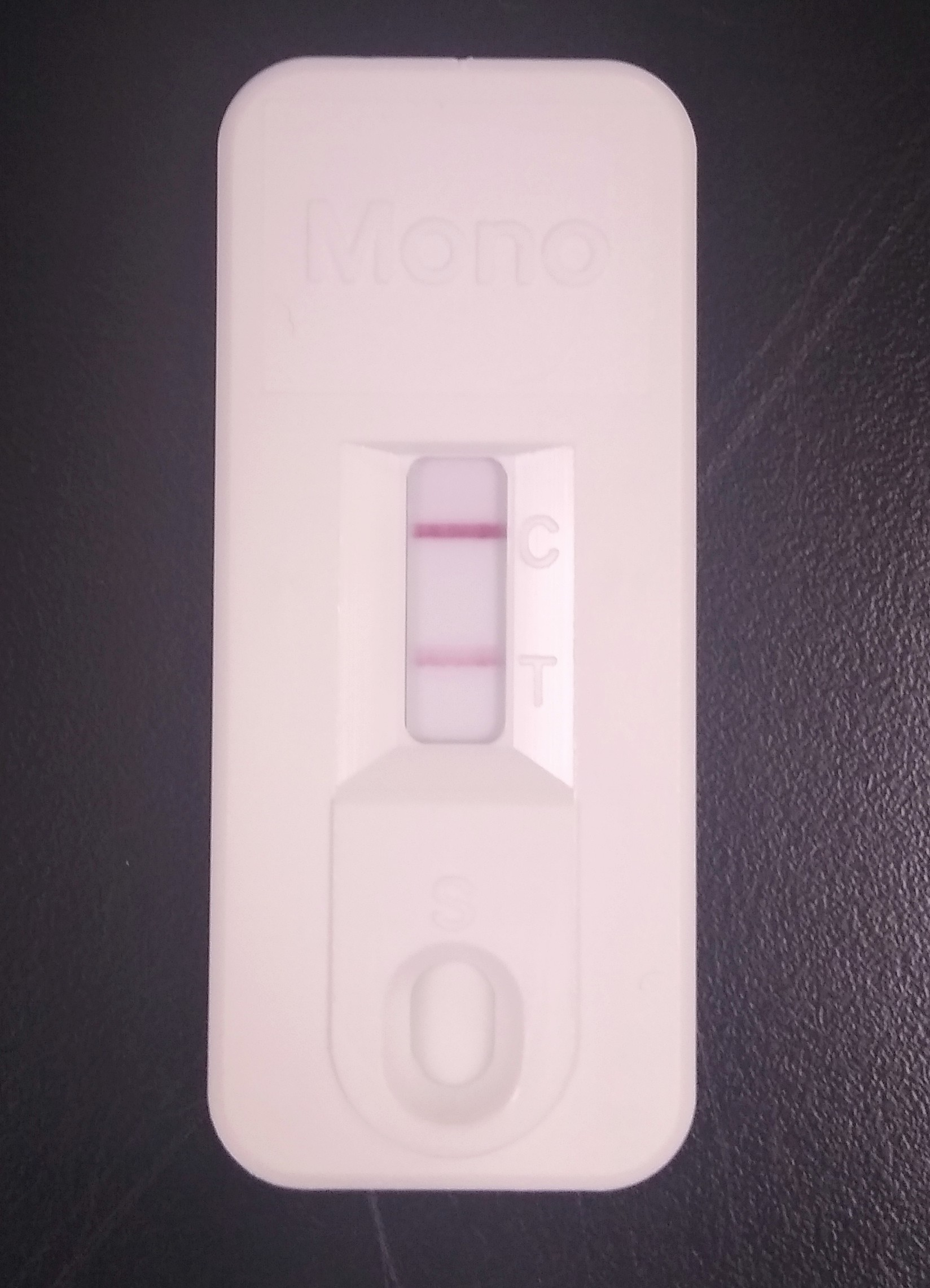

اختبار البقعة الأحادية هو شكل من أشكال اختبار الأجسام المضادة الغيروية, وهو اختبار سريع للتكاثر النووي الأحادي المعدي الذي يحدث بسبب فيروس إيبشتاين بار (EBV). ويعد تطويرًا لاختبار باول-بونيل. وهو اختبار حساس للأجسام المضادة الغيرية التي ينتجها جهاز المناعة في الإنسان عند وجود فيروس أبيشتاين بار. نسبة مجموعات الاختبار المتاحة تجاريًا 70-92% الحساسة و 96-100% النوعي. لا يكون إيجابيًا بشكل عام خلال 4-6 أسابيع هي فترة ما قبل ظهور الأعراض. كما أنه أيضًا لن يكون إيجابيًا بعد تراجع الإصابة الفعلية، ومع ذلك فإن الفيروس يظل في نفس خلايا الجسم لبقية حياة حامله.

## الإجراءات
يعتمد الاختبار على تراص كرات الدم الحمراء في الحصان من خلال الأجسام المضادة الغيرية الموجودة في مصل المريض. غيروي تعني أنه يتفاعل عبر خطوط الأجناس. Heterophile تعني أيضًا أنها أجسام مضادة تتفاعل مع مضادات غير التي حفزتها (أجسام مضادة تتفاعل تداخليًا).
نسبة 20% من معلق خلايا الحصان الحمراء في 3-8% سيترات صوديوم متساوي التوتر.
يتم خلط قطرة واحدة من مصل المريض لكي يتم فحصها على شريحة أوبال زجاجية مع قطرة واحدة من تعليق الجسيمات من ستورما كلية الخنزير، وتعليق ستورما خلية لحوم البقر الحمراء وتُخلط الأمصال والمعلقات مع قضيب خشبي 10 مرات.
ثم تتم إضافة عشرة لترات من تعليق خلايا الحصان الحمراء وتُضاف وتُخلط مع كل نقطة من المصل المكثف.
ويُترك الخليط لمدة دقيقة دون تدخل (بدون خفق أو هز).
دراسة عن وجود أو عدم وجود تراص الخلايا الحمراء.
إذا كانت الخلايا قوية مع أمصال مكثفة مع كلية خنزير غيني، تكون نتيجة الفحص إيجابية.
وإذا كانت الخلايا قوية مع أمصال مكثفة مع ستورما خلايا لحم بقري حمراء، تكون نتيجة الفحص إيجابية.
إذا كان التراص غير موجود في كلا الخليطين، تكون نتيجة الفحص سلبية.
يتم فحص مصل التحكم 'الإيجابي' المعروف و'السلبي' مع كل دفعة من أمصال الفحص.

## المؤشرات
يُشار إليه كفحص تأكيد عندما يشتبه الطبيب في وجود فيروس (EBV)، وخاصة في وجود مظاهر سريرية للحمى، والتوعك، والتهاب البلعوم، واعتلال العقد اللمفوية (خاصة عنق الرحم الخلفي؛ الذي غالبًا ما يُسمى "بالغدد الرقيقة") وتضخم الطحال;

## فوائد الفحص
نوعية الفحص عالية، تقريبًا 100%, إذًا الفحص يساعد في تأكيد وجود فيروس (EBV). بشكل نادر، تكون نتيجة فحص أجسام المضادة الغيرية، إيجابية كاذبة وقد تكون نتيجة داء المقوسات، الحميراء، الأورام اللمفوية وسرطان الدم.
ومع ذلك، فإن الحساسية تكون معتدلة فقط، لذلك فإن الفحص السلبي لا يستثني فيروس EBV. هذا النقص في الحساسية يكون خاصة في حالة الأطفال الصغار، حيث إن الكثير منهم لا يُنتج الأجسام المضادة الغيرية في أي مرحلة وبهذا تكون نتيجة الاختبار سلبية كاذبة.
في حالة تأخر أو عدم وجود الانقلاب المصلي يمكن إجراء فحص مناعي إذا كان التشخيص غير مؤكد. ويحتوي على الخصائص التالية: VCAs (المستضد قفيصة الفيروسية) من طبقة الغلوبليون المناعي، والأجسام المضادة لمستضد إي بي في وقت مبكر (مضاد-EA)، والأجسام المضادة المستضدة الغائبة EBV المستضدة النووية (anti-EBNA)

## اقرأ أيضاً
- مقايسة التراص الدموي